# 연평초등학교 (전북)
연평초등학교는 대한민국 전라북도 장수군 천천면 천천북로 554(연평리)에 있었던 초등학교이다.

## 연혁
- 1934년 5월 30일 천천공립보통학교 연평간이학교 개교(설립인가 3월 1일)
- 1944년 4월 1일 연평공립국민학교로 승격
- 1950년 4월 1일 연평국민학교로 개칭
- 1986년 3월 1일 병설유치원 개원
- 1989년 2월 28일 연화분교장 폐교
- 1996년 3월 1일 연평초등학교로 개칭
- 1999년 3월 1일 폐교